# Żmija karłowata
Żmija karłowata (Bitis peringueyi) – gatunek jadowitego węża z rodziny żmijowatych (Viperidae).

## Morfologia
Jest jednym z najmniejszych gatunków żmij i najmniejszą ze żmij afrykańskich. Jej przeciętna długość to 20–25 cm, maksymalna 30 cm. 
Ubarwienie grzbietu jest szare, z odcieniem czerwonym lub rdzawym. Na grzbiecie przebiegają trzy rzędy małych, ciemnych plamek. Końcówka ogona ma kolor czarny. Żmija karłowata porusza się w charakterystyczny sposób, przesuwając się tak, że do gorącego podłoża przylegają w jednym momencie tylko dwa krótkie odcinki ciała, a wąż przemieszcza się w bok.

## Zasięg geograficzny

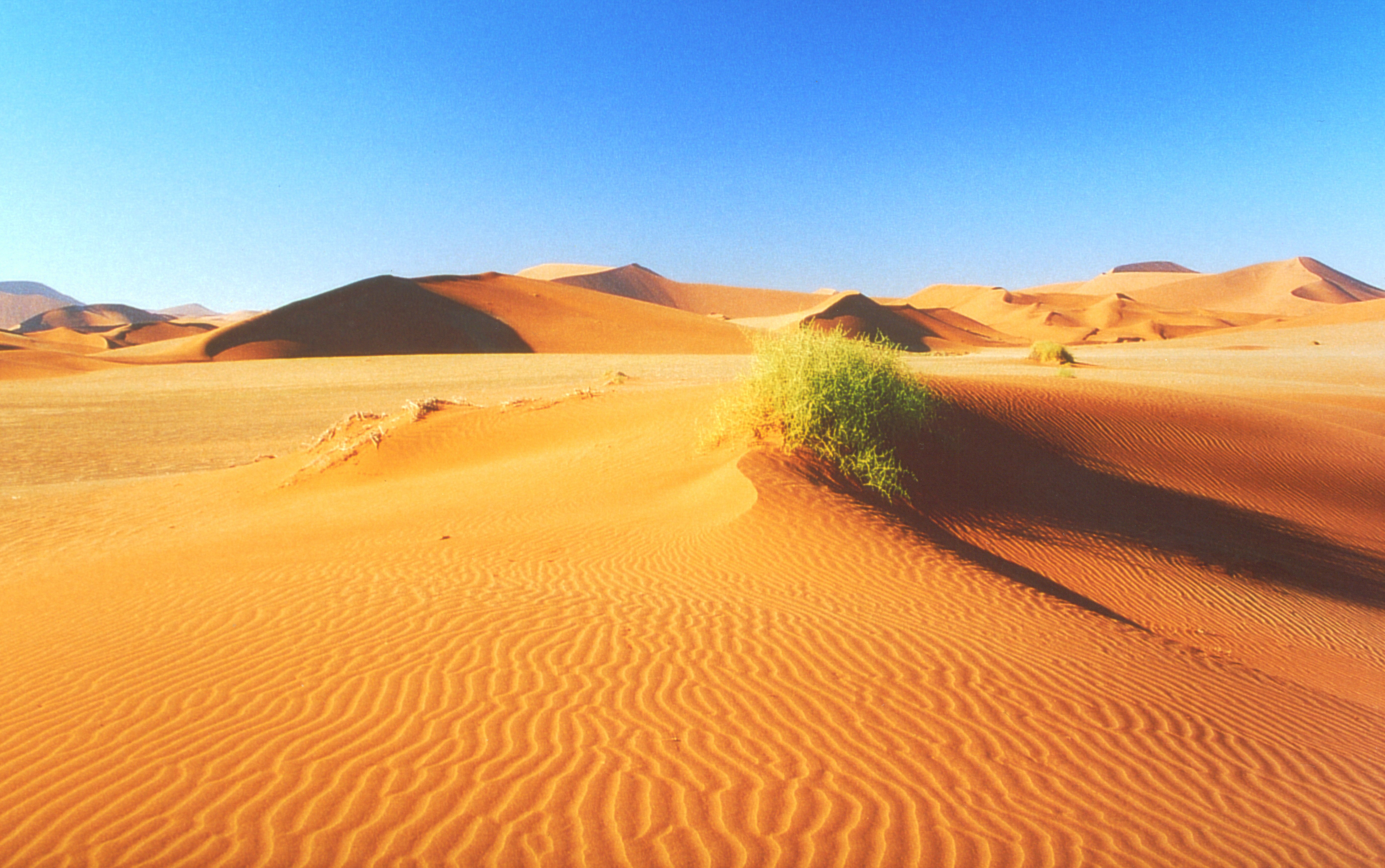
Wydmy pustyni Namib są siedliskiem żmii karłowatej

Występuje w południowo-zachodniej Afryce na piaszczystych terenach półpustynnych południowo-zachodniej Angoli i Namibii, w strefie stałych łagodnych wiatrów. 

## Rozród
Gatunek ten jest jajożyworodny. W jednym miocie przychodzi na świat od 3 do 10 młodych o długości 10–13 cm.

## Ekologia
Żywi się gadami – głównie małymi jaszczurkami. Poluje, zakopując się w piasku, pozostawiając na powierzchni jedynie wierzch głowy z oczami i koniec ogona. Wabi swoje ofiary, kręcąc końcem ogona i naśladując poruszającego się owada. Wodę czerpie z wilgoci nadciągającej wraz z bryzą znad Atlantyku i skraplającej się na powierzchni ciała żmii. 
Jad tej żmii jest mało poznany. Prawdopodobnie nie jest bardzo groźny dla człowieka. W nieznacznym stopniu niszczy tkanki i powoduje bolesne stany zapalne. 
Epitet gatunkowy tej żmii pochodzi od nazwiska entomologa Louisa Alberta Péringueya.